# Androzione
Androzione del demo di Gargetto (in greco antico: Ἀνδροτίων?, Androtìōn; 410 a.C. – 340 a.C.) è stato un politico e storico ateniese.

## Biografia
Nato ad Atene, da Androne, tra il 415 ed il 405 a.C., Androzione proveniva da famiglia agiata, legata a Teramene. Alla fine degli anni 390 a.C. fu allievo di Isocrate e sembra che fosse un oratore particolarmente abile, come prova il fatto che, iniziata la carriera a metà del decennio successivo, nel giro di un decennio ottenne cariche di rilievo, come il governatorato di Amorgo e la partecipazione alla boulé.
  
Nel 355, Euctemone e Diodoro lo accusarono di aver proposto illegalmente l'assegnazione di una corona al Consiglio dei Cinquecento alla fine del mandato, sicché si tenne un processo, per il quale Demostene scrisse contro di lui l'orazione Contro Androzione, che è fonte primaria per la ricostruzione della sua carriera fino a questi anni. Tuttavia, Androzione fu prosciolto, anche se si sarebbe ritirato in esilio volontario a Megara, dove sarebbe morto.

## Opere
Androzione scrisse una Atthís, una storia di Atene e dell'Attica in 8 libri, che trattava ampiamente le vicende recenti e contemporanee e in cui si operava, di fatto, un avvicinamento tra storiografia e retorica.

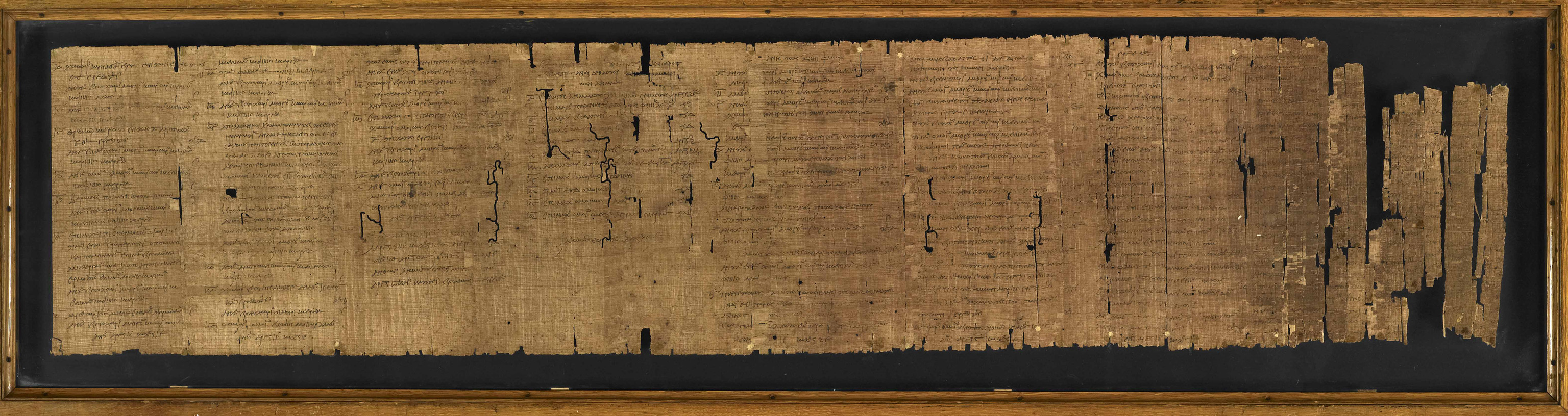
Il Pap. CXXXI della British Library, con la Costituzione degli Ateniesi aristotelica, la cui prima parte attinge fortemente all'opera ed all'orientamento politico di Androzione

L'orientamento ideologico della sua opera (impiegata come fonte da Aristotele e Plutarco) doveva essere moderatamente conservatore, come è stato supposto sulla base della sopravvivenza di alcuni suoi frammenti in fonti parallele. Preferenze politiche in tal senso sembrerebbero suffragate anche dal fatto che Androzione era figlio, come detto, di Androne, personalità di spicco durante il regime oligarchico dei Trenta tiranni. Tra l'altro, è stato ampiamente dimostrato come, per la politica dell'inizio del IV secolo, la visuale di Androzione abbia fortemente influenzato un altro attidografo, Filocoro.

Ad Androzione viene, inoltre, attribuita un'opera sull'agricoltura; sono andate perdute, inoltre, anche tutte le sue orazioni.